# Struve 2398
Struve 2398 (também conhecida por Gliese 725) é um sistema estelar binária, localiza na constelação de Draco. Ambas as estrelas são anãs vermelhas. Com uma magnitude aparente de +8,94, não é visível a olho nu. O período orbital para o par é de cerca de 295 anos, com uma distância média de cerca de 56 UA, e a excentricidade da órbita é de 0,70.
Struve 2398 é a estrela de número 2398 do Catálogo Struve Double Star do astrônomo alemão Friedrich Georg Wilhelm Struve. O sobrenome do astrônomo, é, portanto, o identificador estelar, às vezes é indicado por um sigma grega, Σ.

## Propriedades
As componentes do sistema são duas anãs vermelhas bastante semelhantes. Struve 2398 A (Gliese 725 A / HD 173739 / LHS 58) tem tipo espectral M3.0V e tem luminosidade equivalente a 0,27% da luminosidade solar. A sua massa é de 34% da Massa do Sol e o seu raio é igual a 39% do raio solar. gira sobre si mesma com uma velocidade de rotação projetada igual ou inferior a 5 km/s.
Struve 2398 B (Gliese 725B / HD 173740 / LHS 59) é uma estrela do tipo M3.5V cuja temperatura efetiva é de 3395 K. Sua massa representa apenas 27% da massa solar. brilha com metade da luminosidade de sua companheira, e seu diâmetro é de um terço do diâmetro do Sol. sua velocidade de rotação é projetada para ser igual ou inferior a 7 km/s.

## Ligações eternas
- SolStation entry
- http://www.daviddarling.info/encyclopedia/S/Struve2398.html
- http://www.richweb.f9.co.uk/astro/nearby_stars.htm
- http://jumk.de/astronomie/near-stars/struve-2398.shtml
- Struve 2398 in Dra